# Lukas Nattmann
Lukas Nattmann (* 28. Februar 1992 in Mönchengladbach) ist ein deutscher Schwimmsportler. Der für die SG Bayer Wuppertal/Uerdingen/Dormagen startende Wuppertaler Chemiestudent holte bei den Deutschen Kurzbahnmeisterschaften 2012 seinen ersten Titel eines Deutschen Meisters.

## Leben
Nattmann erzielte in seiner Jugend verschiedene Jahrgangsbestzeiten, so unter anderem erste Plätze bei der Deutschen Jahrgangsmeisterschaft 2008 über 100 m Rücken und 2010 über 200 m Schmetterling. Bei den Deutschen Schwimmmeisterschaften 2011 stand über 50 m Rücken ein neunter Platz zu Buche. Der Sieger des B-Finals war damit ebenfalls Jahrgangsbester.
Den bisherigen Höhepunkt seiner Schwimmerlaufbahn erreichte Nattmann im 50-m-Rücken-Finale am 23. November 2012: Bei den Kurzbahnmeisterschaften in der Wuppertaler Schwimmoper wurde er ex aequo mit seinen Kollegen Stefan Herbst von der SSG Leipzig und Jan-Philip Glania von der SG Frankfurt in einer Zeit von 24,56 s. Deutscher Meister.
Darüber hinaus wurde er in 55,49 s. Dritter über 100 m Lagen hinter Dimitri Colupaev (DSV, 54,42) und Marco di Carli (SG Frankfurt, 54,47).
Lukas Nattmann war als Doktorand beim Max-Planck-Institut für Kohlenforschung (MPI) in Mülheim an der Ruhr beschäftigt. Sein Masterstudium, verbunden mit einem sechsmonatigen Auslandsstudium in San Diego/Kalifornien, hat er an der Westfälischen Wilhelms-Universität in Münster abgeschlossen.
Im Herbst 2020 promovierte Lukas Nattmann zum Dr. rer. nat. im Fach Chemie an der Ruhr-Universität Bochum mit summa cum laude.
Während seiner Forschungsarbeit am MPI entwickelte Lukas Nattmann in einem Forscherteam einen neuartigen Katalysator, den air-stable binary Ni(0)–olefin catalyst, der vom Institut zum Patent angemeldet wurde.